# Università Clark
L'Università Clark (in inglese: Clark University) è un'università privata statunitense, fondata nel 1887 a Worcester, nel Massachusetts.